# Estadio Mecano
El Estadio de Béisbol Mecano fue un estadio de béisbol que estaba localizado primero en la ciudad de Torreón, Coahuila de 1975 a 1981 y en Tampico, Tamaulipas de 1983 a 1985, en México.
El estadio tenía la característica de ensamblarse por lo que también se le llamó el "Millón de Tuercas", llegó procedente de la ciudad de Houston, Texas, donde había sido casa de los Colts 45. El estadio tardó menos de tres meses en armarse y fue inaugurado el 9 de marzo de 1975, entre un juego de los Algodoneros de Unión Laguna y los Cafeteros de Córdoba. El primer juego oficial se realizó el 14 de marzo de 1975 contra los Indios de Ciudad Juárez. El estadio duró en la ciudad de Torreón hasta 1981, el último partido disputado fue contra los Saraperos de Saltillo.
El Estadio y la franquicia se mudó a la ciudad de Tampico, Tamaulipas para el siguiente año, sin embargo debido a que el estadio no estaba listo para la temporada de 1982 el equipo jugó en la ciudad de Monclova, Coahuila como los Astros de Monclova. Para la temporada de 1983 el estadio estaba instalado en Tampico y fue bautizado con el nombre de Ángel Castro aunque se le siguió conociendo como Mecano, por lo que albergó a los Astros de Tamaulipas hasta la temporada de 1985.